# Erik Meynen
Erik Meynen (Kapellen, 18 december 1957) is een Vlaams stripauteur en politiek cartoonist. Hij werkte bij Studio Vandersteen als scenarioschrijver voor Suske en Wiske.

## Biografie
Meynen tekende al in 1978 als vakantiebaantje het decor van een aflevering van De Kiekeboes (Kiekeboe in Carré). Samen met Pjotr maakte hij vanaf 1980 de avonturen van Tommy Gun & Marion Lee. Voor het blad Lava maakte hij vanaf 1987 tekeningen bij scenario's van verhalen die geschreven waren door Kamagurka. 
Hij is goed bevriend met schrijver Herman Brusselmans die ook af en toe voor hem een stripscenario schreef, zoals "Inspecteur Bob Lost Het Bijna Op" (1988).
Begin jaren 90 tekende hij twee strips rond beursgoeroe Jean-Pierre Van Rossem. Hij maakte politieke cartoons voor het (intussen verdwenen) weekblad Panorama en publiceert sinds de jaren negentig in het dagblad Het Laatste Nieuws, eerst als cartoonist en sinds 2003 ook als tekenaar van een dagelijkse comic-strip over de Belgische politiek. In 2014 begon hij ook met een wekelijkse paginastrip in Knack. In 1999 ontving hij de Bronzen Adhemar voor een bundeling van deze cartoons onder de titel De jaren van Dehaene. In 2003 kwam ook nog de 'De plannen van Verhofstadt'. In 2006 volgde 'Paniek in de politiek'. Hij werkt al sinds het begin van de 21ste eeuw op dagelijkse basis samen met auteur Frank Willemse. 
Erik Meynen ging in 2002 bij Studio Vandersteen werken als scenarist. Vanaf 2005 verzorgde hij samen met Peter van Gucht en Bruno De Roover de scenario's voor Suske en Wiske. Het eerste verhaal waar hij aan meewerkte was De europummel. Sinds 2002 werkt hij ook geregeld samen met Dirk Stallaert.
Guy Verhofstadt, de politicus die hij destijds veel in zijn cartoons liet figureren heeft samen met andere politici een gastoptreden in het Kiekeboealbum Bij Fanny op schoot.
Erik Meynen is gehuwd met de ontwerpster Marie Mees die samen met Cathérine Biasino het merk The Alfred Collection ontwerpt. Erik en Marie hebben een zoon.

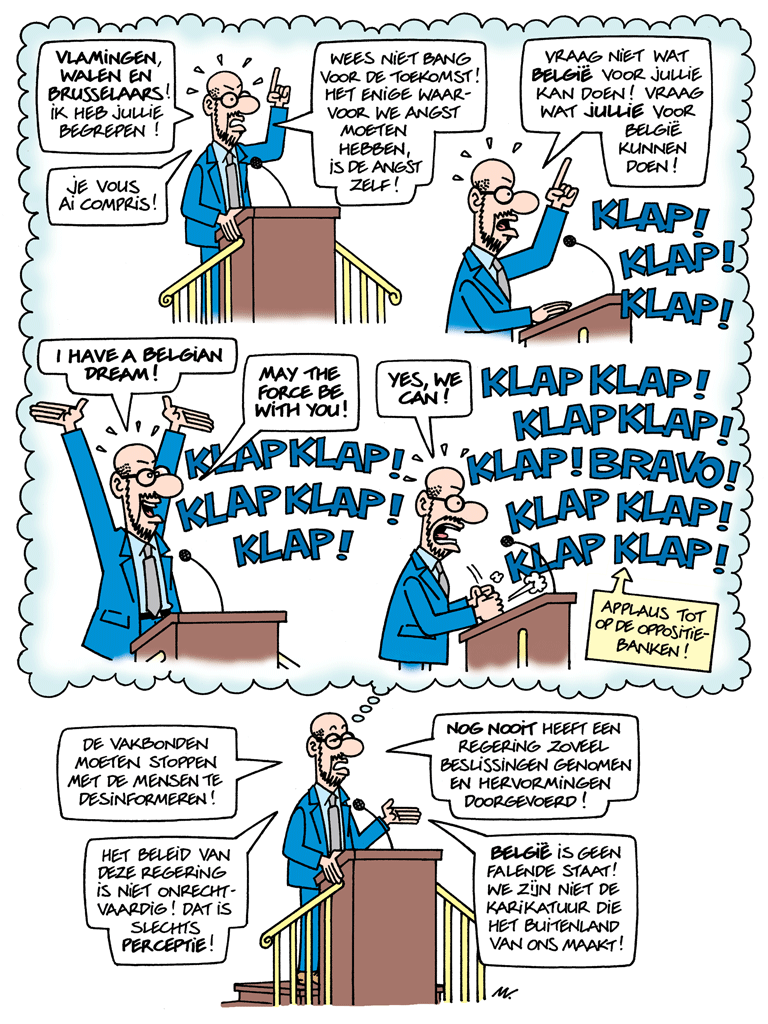